# Istorija odnogo naznatjenija
Istorija odnogo naznatjenija (russisk: История одного назначения) er en russisk spillefilm fra 2018 af Avdotja Smirnova.

## Medvirkende
- Aleksej Smirnov som Grigorij Kolokoltsev
- Filipp Gurevitj som Vasilij Sjabunin
- Jevgenij Kharitonov som Leo Tolstoj
- Irina Gorbatjeva som Sofja Tolstaja
- Lukasz Simlat som Kazimir Jatsevitj